# 比比斯卡河
比比斯卡河（烏克蘭語：Бібіска），是烏克蘭西部的河流，屬於維戈爾河的右支流。該河發源自多布羅米爾附近，流經利維夫州的桑比爾區，河道全長14公里，流域面積34平方公里。